# Kaukasus (gebied)

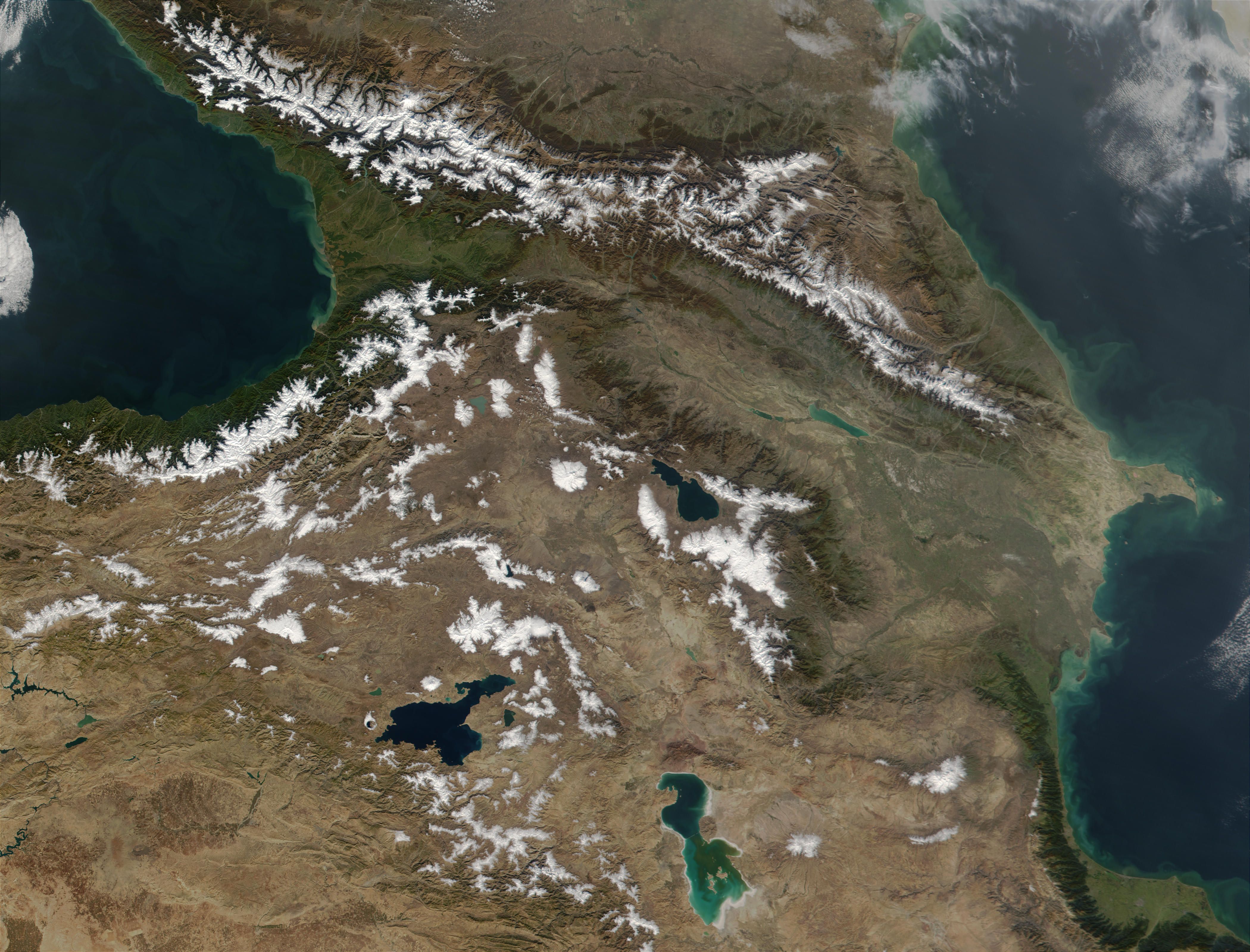
De Kaukasus vanuit de ruimte gezien

Geo-politieke kaart (2025)

De Kaukasus of Kaukasië is een gebied op de uiterste zuidoostelijke grens van Europa en het westen van Azië. Het gebied omvat het gelijknamige gebergte, de Kaukasus en de omringende (laag)vlakten. Het Kaukasusgebergte bestaat uit de Grote Kaukasus en de Kleine Kaukasus. Het gebied ten zuiden van de Grote Kaukasus wordt Transkaukasië genoemd (vanuit Rusland, over de bergen) en het gebied ten noorden daarvan Ciskaukasië (aan deze, de Russische kant).

## Geschiedenis
De Kaukasus is sinds mensenheugenis een kruispunt van culturen, religies en talen. Daarnaast was het vaak de grens tussen grote mogendheden of hun invloedssferen. Dit alles heeft geleid tot de huidige ingewikkelde staatkundige situatie en in de loop van de geschiedenis herhaaldelijk tot al dan niet gewapende conflicten. Grote mogendheden zoals de Sovjet-Unie, het Ottomaanse Rijk, het Perzische Rijk, het Romeinse Rijk en de oude Grieken, hebben allemaal geprobeerd om de Kaukasus te besturen en in hun invloedssfeer te brengen. Dit lukte meestal maar zeer gedeeltelijk en vooral in de Grote Kaukasus hebben verschillende volkeren hun identiteit grotendeels weten te behouden.

## Politieke indeling

Etno-linguïstische kaart

Na het uiteenvallen van de Sovjet-Unie zijn er drie Kaukasische landen onafhankelijk geworden: Georgië, Armenië en Azerbeidzjan. Samen met zeven Russische autonome republieken en twee Russische territoria, vormen ze een lappendeken van politieke entiteiten. De volgende onafhankelijke landen, met de daarbij horende autonome gebieden, worden tot de Kaukasus gerekend:
| Armenië Azerbeidzjan - Republiek Nachitsjevan - Autonome provincie Nagorno-Karabach Georgië - Autonome Republiek Abchazië (de facto onafhankelijk) - Autonome Republiek Adzjarië - voormalig autonome provincie Zuid-Ossetië (de facto onafhankelijk) Russische Federatie (alleen de delen die (deels) in de Kaukasus liggen) - Republiek Adygea - Republiek Karatsjaj-Tsjerkessië - Republiek Kabardië-Balkarië - Republiek Noord-Ossetië - Republiek Ingoesjetië - Republiek Tsjetsjenië - Republiek Dagestan - Territorium (Kraj) van Stavropol - Territorium (Kraj) van Krasnodar |

## Volken, talen en religies
In de Kaukasus wordt een groot aantal verschillende talen gesproken. Behalve de Noord- en Zuid-Kaukasische talen worden er ook Turkse talen, Iraanse talen, Slavische talen, Grieks en Armeens gesproken. Hierom wordt de Kaukusus soms ook wel de "Berg der Talen" genoemd.
De Kaukasus kent meer dan vijftig verschillende volken: Avaren, Azerbeidzjanen, Balkaren, Georgiërs, Ingoesjen, Lezgiërs, Perzen, Russen, Tsjerkessen, Tsjetsjenen, etc.
De volken in de Kaukasus hangen een groot aantal religies aan. Onder de Islam zijn er soennieten en sjiieten, verder wonen er Georgisch-orthodoxen, Russisch-orthodoxen, Armeens-apostolischen en Oosters-orthodoxen.
| Volken                   | Volken                   | Talen                   | Talen                                                 | Religies                                             |
| Noord-Kaukasische volken | Noord-Kaukasische volken | Noord-Kaukasische talen | Noord-Kaukasische talen                               | Religies                                             |
| ------------------------ | ------------------------ | ----------------------- | ----------------------------------------------------- | ---------------------------------------------------- |
|                          | Abchaziërs               | Abchazo-Adygese talen   | Abchazisch                                            | Christendom (oosters-orthodox) en islam (soennisme)  |
| Abazijnen                | Abazijns                 | Abchazo-Adygese talen   | Islam (soennisme)                                     |                                                      |
| Circassiërs              | Adygeeërs                | Abchazo-Adygese talen   | Islam (soennisme)                                     | Adygees                                              |
| Circassiërs              | Tsjerkessen              | Abchazo-Adygese talen   | Islam (soennisme)                                     | Kabardijns                                           |
| Circassiërs              | Kabardijnen              | Abchazo-Adygese talen   | Islam (soennisme)                                     | Kabardijns                                           |
| Kaukasische Dagestanen   | Agoeliërs                | Nach-Dagestaanse talen  | Islam (soennisme)                                     | Agoelisch                                            |
| Kaukasische Dagestanen   | Andi                     | Nach-Dagestaanse talen  | Islam (soennisme)                                     | Andi                                                 |
| Kaukasische Dagestanen   | Avaren                   | Nach-Dagestaanse talen  | Islam (soennisme)                                     | Avaars                                               |
| Kaukasische Dagestanen   | Dargienen                | Nach-Dagestaanse talen  | Islam (soennisme)                                     | Dargiens                                             |
| Kaukasische Dagestanen   | Laken                    | Nach-Dagestaanse talen  | Islam (soennisme)                                     | Lak                                                  |
| Kaukasische Dagestanen   | Lezgiërs                 | Nach-Dagestaanse talen  | Islam (soennisme)                                     | Lezgisch                                             |
| Kaukasische Dagestanen   | Roetoelen                | Nach-Dagestaanse talen  | Islam (soennisme)                                     | Roetoelisch                                          |
| Kaukasische Dagestanen   | Tabassaranen             | Nach-Dagestaanse talen  | Islam (soennisme)                                     | Tabassaraans                                         |
| Kaukasische Dagestanen   | Tsachoeriërs             | Nach-Dagestaanse talen  | Islam (soennisme)                                     | Tsachoerisch                                         |
| Kaukasische Dagestanen   | Tsez                     | Nach-Dagestaanse talen  | Islam (soennisme)                                     | Tsezisch (Dido)                                      |
| Kaukasische Dagestanen   | Oeden                    | Nach-Dagestaanse talen  | Udisch                                                | Christendom (Armeens-apostolisch)                    |
| Vainachen                | Batsbi                   | Nach-Dagestaanse talen  | Batsbi                                                | Islam (soennisme)                                    |
| Vainachen                | Ingoesjen                | Nach-Dagestaanse talen  | Ingoesjetisch                                         | Islam (soennisme)                                    |
| Vainachen                | Kist                     | Nach-Dagestaanse talen  | Tsjetsjeens                                           | Islam (soennisme)                                    |
| Vainachen                | Tsjetsjenen              | Nach-Dagestaanse talen  | Tsjetsjeens                                           | Islam (soennisme)                                    |
| Zuid-Kaukasische volken  | Zuid-Kaukasische volken  | Zuid-Kaukasische talen  | Zuid-Kaukasische talen                                |                                                      |
|                          | Georgiërs                | Kartveelse talen        | Georgisch (ook Mingreels en Svanetisch)               | Christendom (Georgisch-orthodox)                     |
| Lazen                    | Lazisch                  | Kartveelse talen        | Islam (soennisme) en christendom (Georgisch-orthodox) |                                                      |
| Indo-Europese volken     | Indo-Europese volken     | Indo-Europese talen     | Indo-Europese talen                                   |                                                      |
|                          | Armeniërs                |                         | Armeens                                               | Christendom (Armeens-apostolisch)                    |
|                          | Grieken (Pontische)      |                         | Grieks (Pontisch)                                     | Christendom (Grieks-orthodox) en islam (soennisme)   |
| Iraanse volkeren         | Osseten                  | Iraanse talen           | Ossetisch                                             | Christendom (Russisch-orthodox) en islam (soennisme) |
| Iraanse volkeren         | Koerden                  | Iraanse talen           | Koerdisch                                             | Islam (soennisme)                                    |
| Iraanse volkeren         | Taten                    | Iraanse talen           | Tat                                                   | Islam (soennisme)                                    |
| Iraanse volkeren         | Bergjoden                | Iraanse talen           | Juhuri                                                | Jodendom                                             |
| Iraanse volkeren         | Talisj                   | Iraanse talen           | Talisj                                                | Islam (sjiisme)                                      |
| Slavische volkeren       | Russen                   | Slavische talen         | Russisch                                              | Christendom (Russisch-orthodox)                      |
| Altaïsche volkeren       | Altaïsche volkeren       | Altaïsche talen         | Altaïsche talen                                       |                                                      |
| Turkse volkeren          | Azerbeidzjanen           | Turkse talen            | Azerbeidzjaans                                        | Islam (sjiisme)                                      |
| Turkse volkeren          | Balkaren                 | Turkse talen            | Karatsjaj-Balkaars                                    | Islam (soennisme)                                    |
| Turkse volkeren          | Karatsjajers             | Turkse talen            | Karatsjaj-Balkaars                                    | Islam (soennisme)                                    |
| Turkse volkeren          | Koemukken                | Turkse talen            | Koemuks                                               | Islam (soennisme)                                    |
| Turkse volkeren          | Nogai                    | Turkse talen            | Nogais                                                | Islam (soennisme)                                    |
| Turkse volkeren          | Turkmenen                | Turkse talen            | Turkmeens                                             | Islam (soennisme)                                    |

Vooral wat betreft religie is de situatie ingewikkelder dan hierboven weergegeven en is er één religie vermeld, wanneer meer dan 75% van de bevolking deze religie aanhangt.

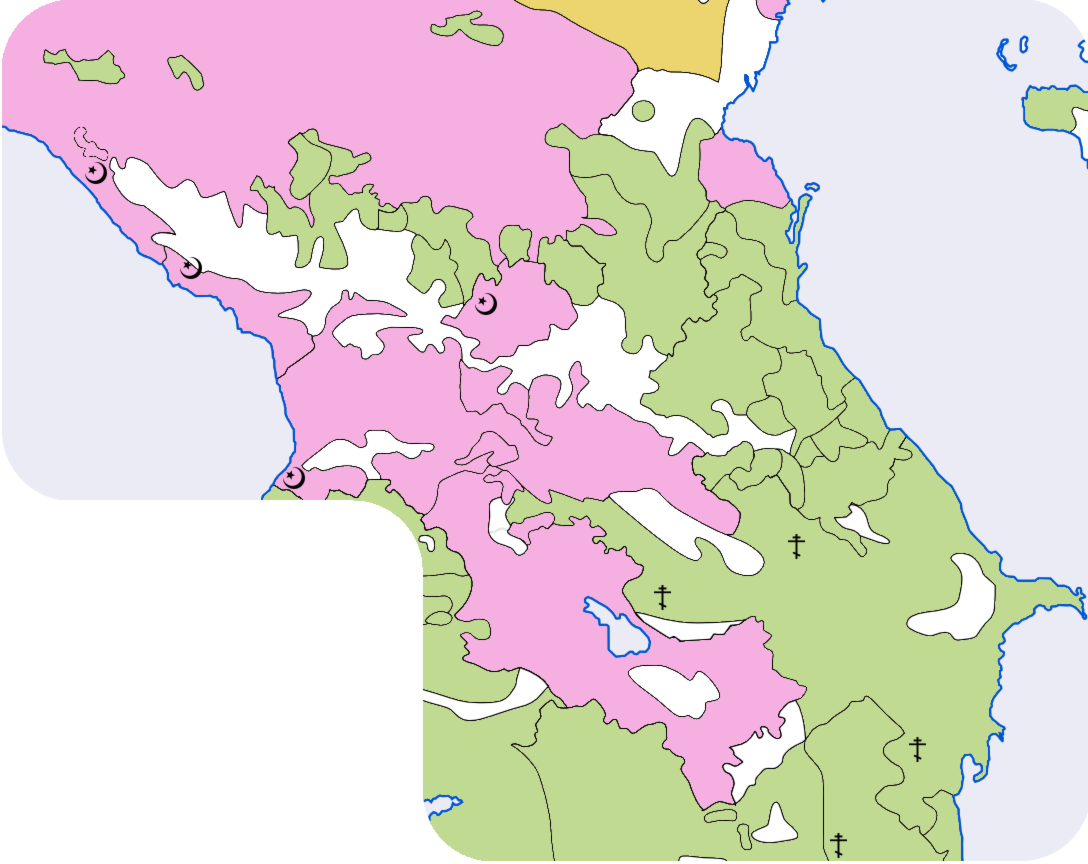
Religies in de Kaukasus
Christendom (grote minderheid:)
Islam (grote minderheid:)
Boeddhisme
(vrijwel) niet bevolkt

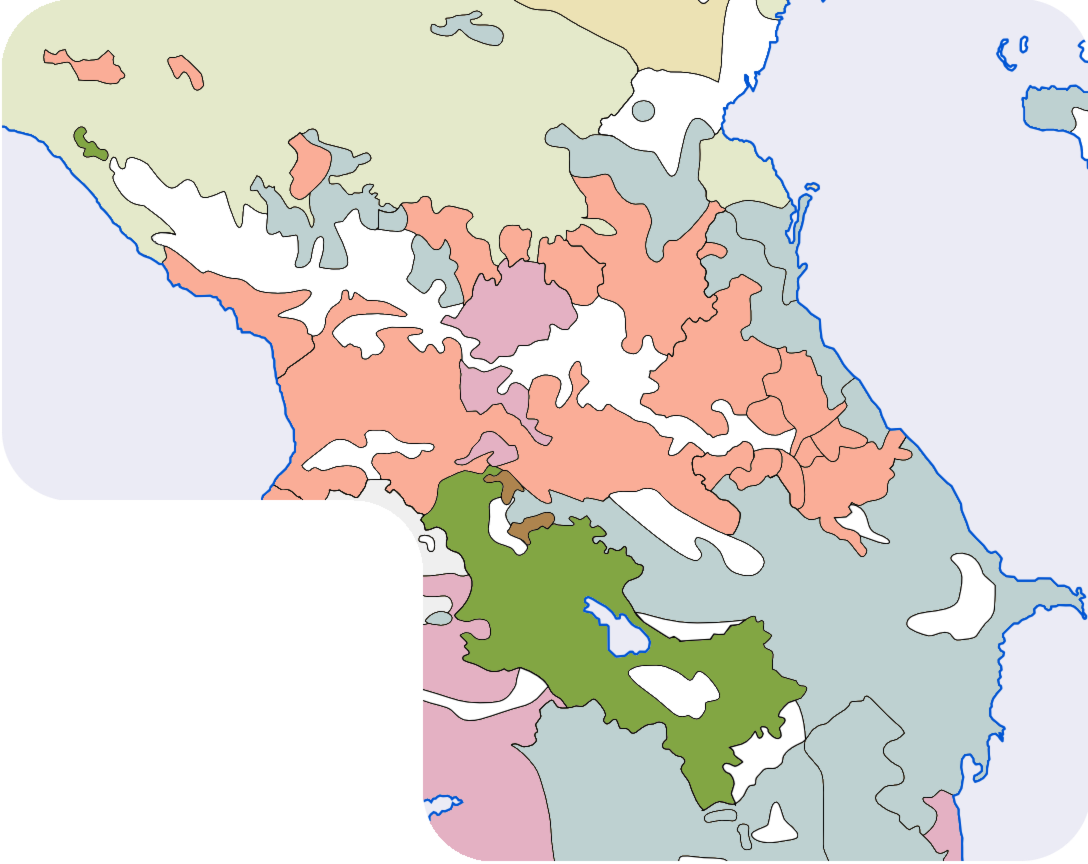
Etnische hoofdgroepen in de Kaukasus
Noord- en Zuid-Kaukasische volkeren
Turkse volken
Iraanse volken
Slavische volken
Armeniërs
Grieken
Mongoolse volken
Gemengd of anders
(vrijwel) niet bevolkt